# Haplosciadium abyssinicum
Haplosciadium abyssinicum là một loài thực vật có hoa trong họ Hoa tán. Loài này được Hochst. mô tả khoa học đầu tiên năm 1844.